# Torneio Porto de Rotterdam
Para comemorar o 75º aniversário da Autarquia do Porto de Roterdão, foi organizado um campeonato de futebol envolvendo o Feyenoord, time local, mais três equipes de cidades portuárias estrangeiras, sendo elas: o FC Porto da cidade do Porto, o Liverpool FC da cidade de Liverpool e o Shanghai Shenhua da cidade de Xangai.
Esse torneio não se confunde com o  Torneio de Rotterdam, organizado pela equipe do Feyenoord entre 1978 e 1991.
As partidas aconteceram entre 3 e 5 de Agosto de 2007, no Estádio De Kuip.

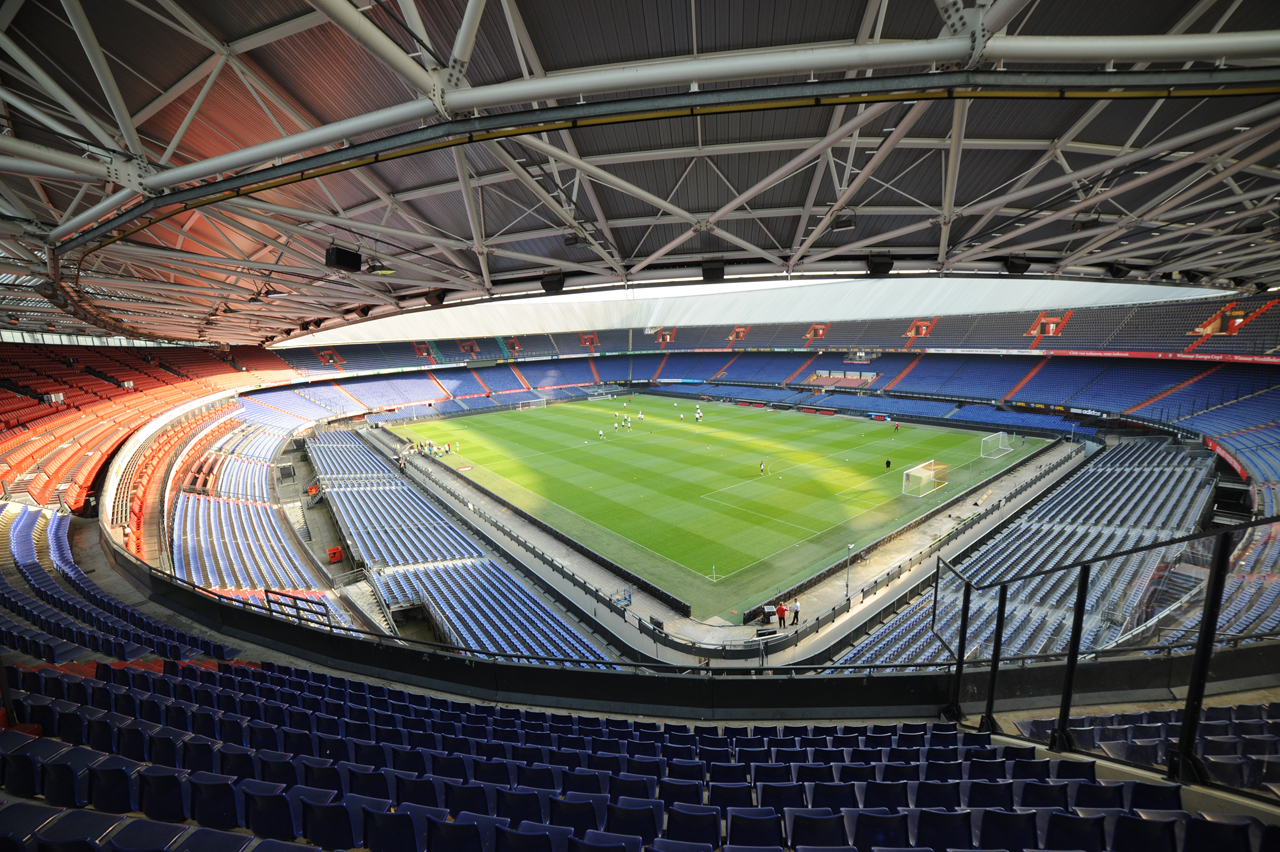
Estádio De Kuip, sede do Torneio

## Resultados
| Equipe           | J | V | E | D | GF | GS | SG | Pnt |
| ---------------- | - | - | - | - | -- | -- | -- | --- |
| FC Porto         | 2 | 1 | 1 | 0 | 3  | 0  | +3 | 4   |
| Liverpool FC     | 2 | 1 | 1 | 0 | 3  | 1  | +2 | 4   |
| Feyenoord        | 2 | 0 | 2 | 0 | 1  | 1  | +1 | 2   |
| Shanghai Shenhua | 2 | 0 | 0 | 2 | 0  | 5  | -5 | 0   |

## Premiação
| Torneio do Porto de Rotterdam |
| Portugal                      |
| ----------------------------- |
| Porto Campeão                 |